# Kasteel van Sandomierz
Het Kasteel van Sandomierz is een middeleeuws bouwwerk in Sandomierz in Polen. Het werd gebouwd op de hellingen van de Wisła door Casimir III van Polen en uitgebreid in de 16e eeuw. Het oorspronkelijke gebouw werd opgeblazen in de 1656. Enkel de westelijke vleugel bleef overeind. Het werd later getransformeerd tot een koninklijke residentie in renaissancestijl met de westelijke vleugel als museum.

## Geschiedenis
Het 14e-eeuwse kasteel werd gebouwd op de locatie van een bestaande burcht uit de 10e eeuw. Tussen 1146 en 1166 was het het buitenverblijf van Hendrik van Sandomierz, de zoon van Bolesław III van Polen. Het gotische kasteel werd gebouwd door Casimir III van Polen. De overblijfselen van de gotische structuur zijn zichtbaar in de funderingen van de achthoekige toren in het zuidelijke deel van het kasteel, wat meteen ook het oudste deel van het monument is. De bestaande toren werd gebouwd onder bewind van Casimir IV van Polen als een onderdeel van het zogenaamde "Grote Huis", het buitenverblijf van de prins.
Onder het bewind van Sigismund I van Polen en Sigismund II August van Polen werd het kasteel uitgebreid. De bouw werd geleid door de koninklijke architect Benedyct Sandomierski. Hij bouwde ook de kloostergangen die twee verdiepingen hebben en rondom een gesloten binnenplein lopen.
Tijdens de inval van de Zweden halfweg de zeventiende eeuw werd het kasteel vernietigd door terugtrekkende Zweedse troepen. Ongeveer 50 Polen die het verlaten kasteel binnenkwamen werden vermoord. Het overeind gebleven westelijke deel van het kasteel werd door Jan III Sobieski heropgebouwd tussen 1680 en 1688.

## Galerij

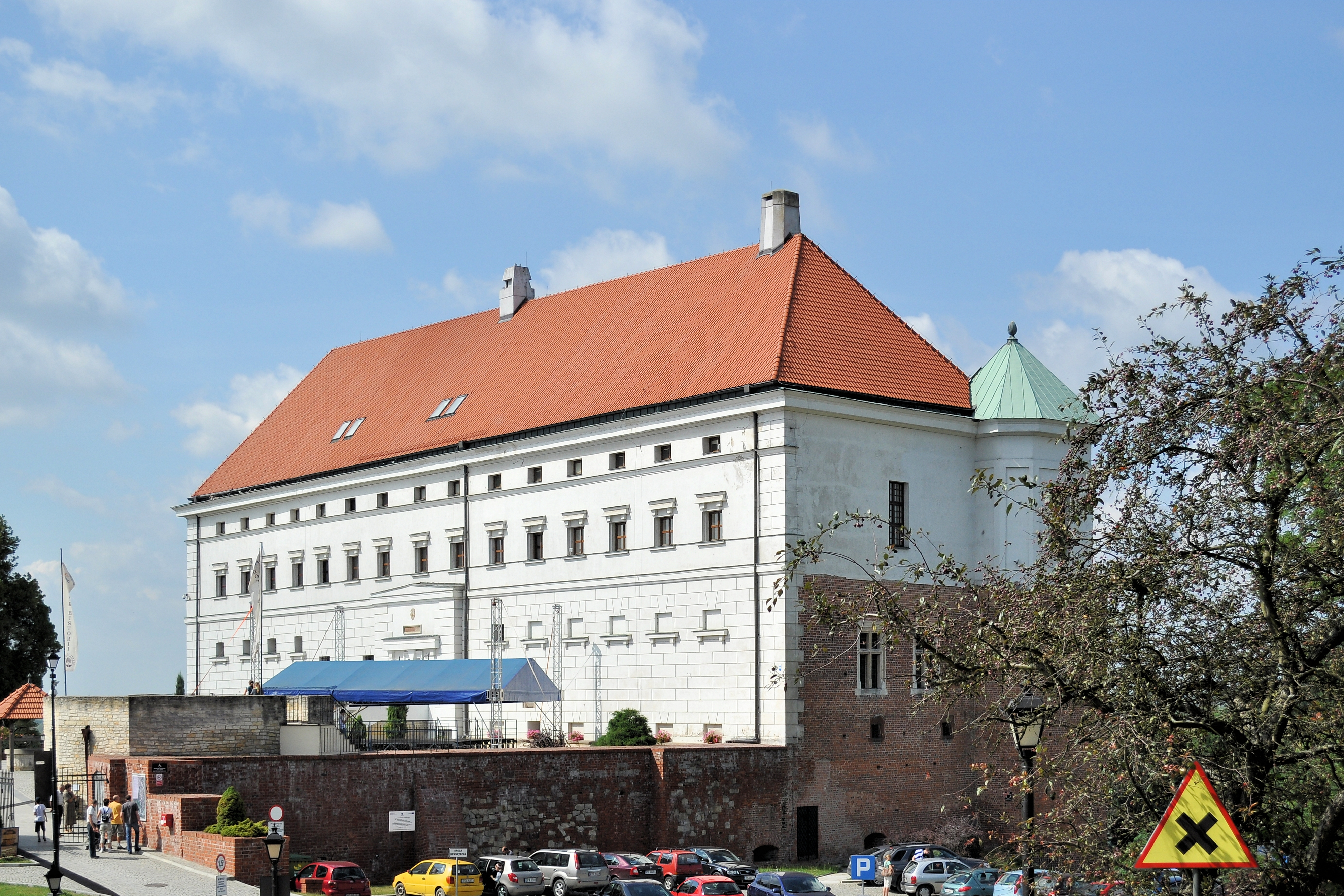
Buitenkant van het kasteel
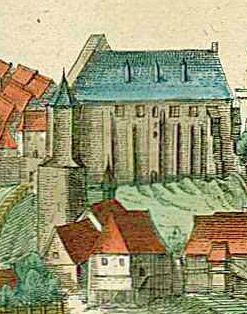
Het kasteel in de 15e eeuw, tijdens de regeerperiode van Casimir IV van Polen
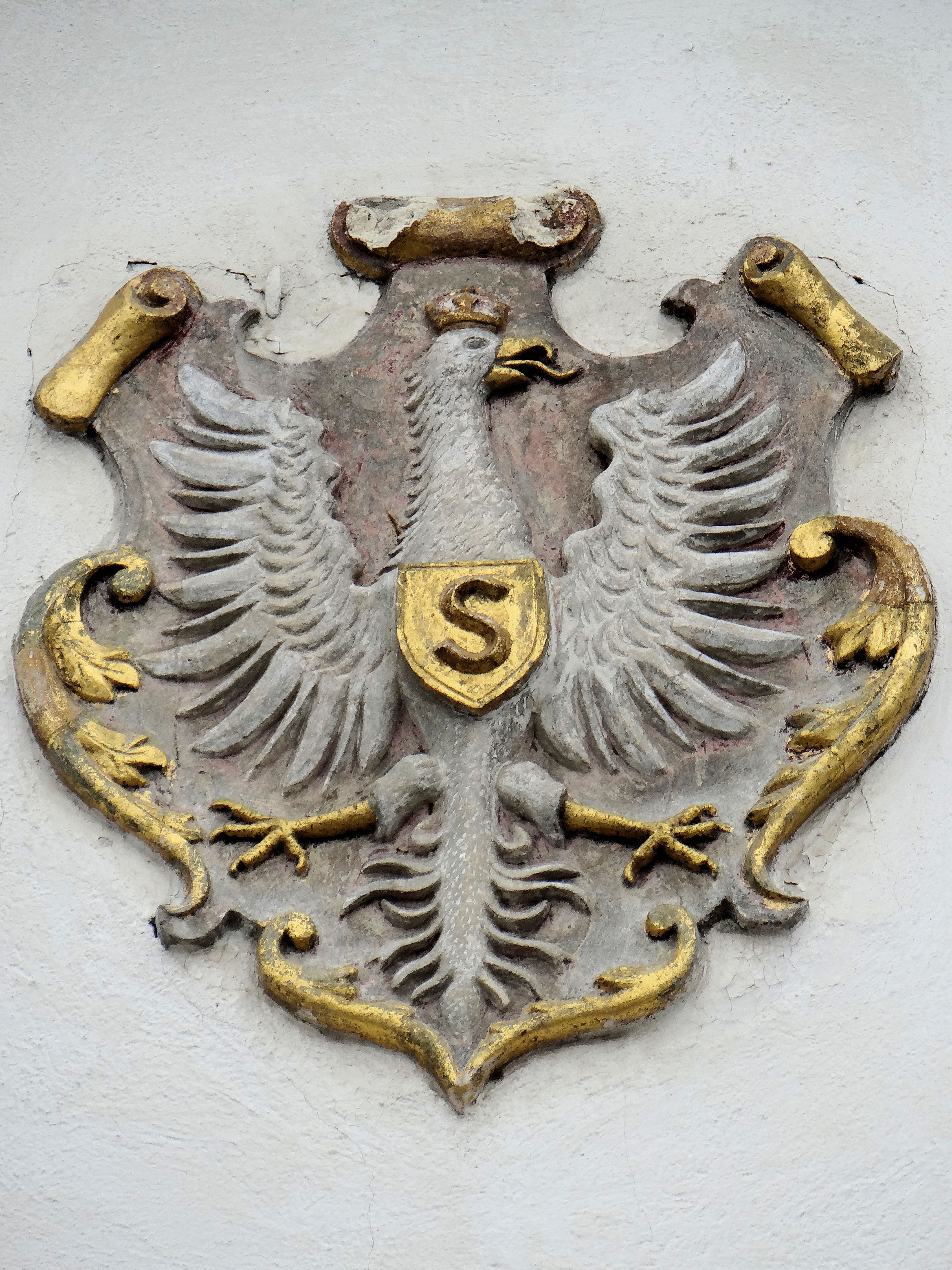
De adelaar van Sigismund I op de gevel
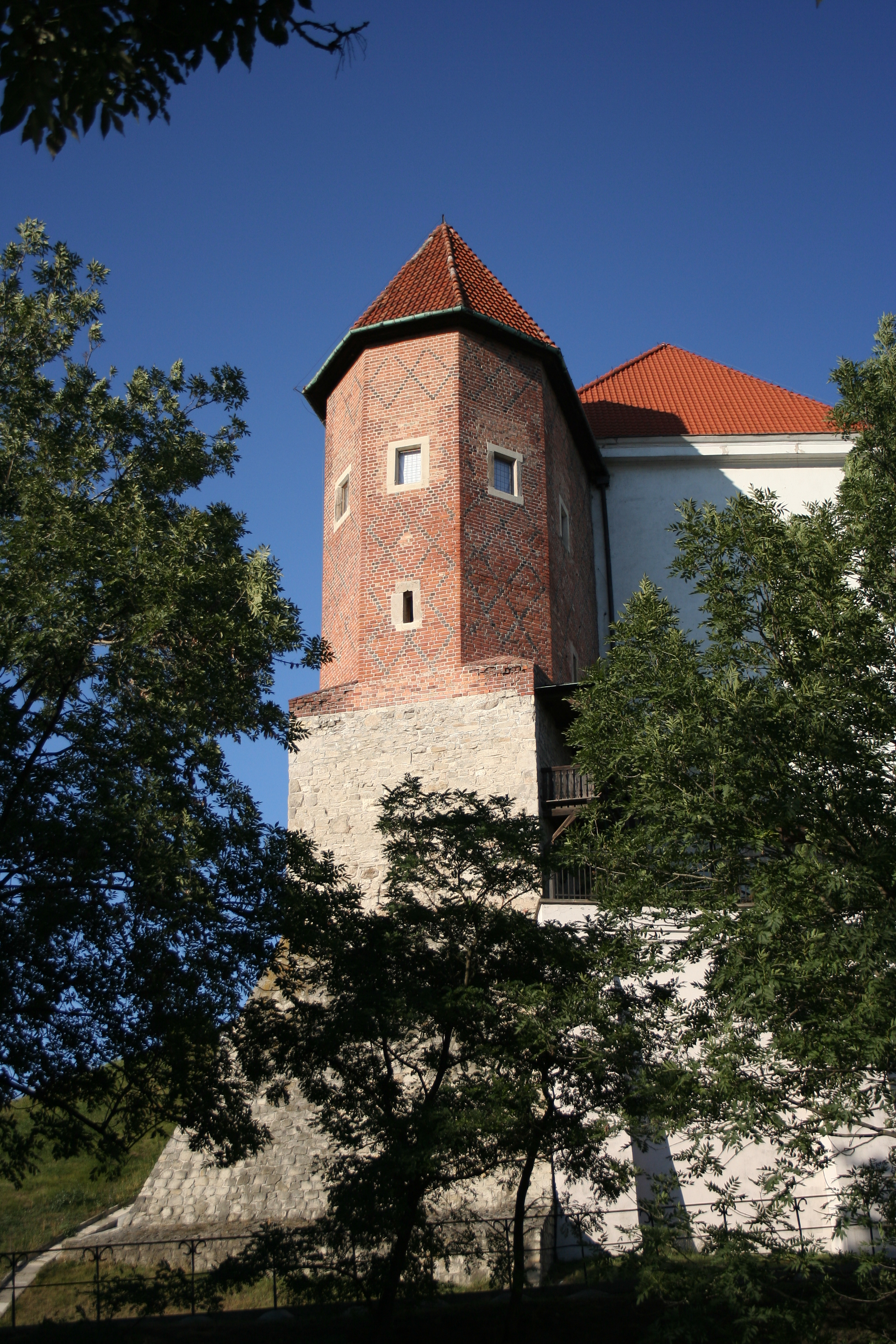
Westelijke vleugel van het kasteel en de gotische toren, beter gekend als "Kurza Stopka"

Belvedèrepaleis · Kasteel Będzin · Bobolice · Chęciny ·  Groene Poort · Koninklijk Kasteel (Warschau) · Lublin · Łazienkipaleis · Łęczyca · Slot Mariënburg · Marywil · Myślewicki-paleis · Niepołomice · Nowy Sącz · Ogrodzieniec · Kazimierzpaleis ·Paleis onder het blikken dak · Piotrków Trybunalski · Koninklijk Paleis (Poznań) · Sandomierz · Sanok · Saksisch Paleis · Tykocin · Ujazdówkasteel · Wawel · Wilanówpaleis